# Keleti-Bakony
Keleti-Bakony este o arie protejată (arie specială de conservare — SAC, sit de importanță comunitară — SCI) din Ungaria întinsă pe o suprafață de 22.650,16 ha, integral pe uscat.

## Localizare
Centrul sitului Keleti-Bakony este situat la coordonatele 47°13′51″N 18°06′23″E / 47.230833°N 18.106389°E.

## Înființare
Situl Keleti-Bakony a fost declarat sit de importanță comunitară în mai 2004 pentru a proteja 6 specii de plante și 28 de specii de animale. Situl a fost protejat și ca arie specială de conservare în februarie 2010.

## Biodiversitate
Situată în ecoregiunea panonică, aria protejată conține 18 habitate naturale: Mlaștini alcaline, Păduri panonice-balcanice de stejar turcesc - stejar sesil, Pante stâncoase calcaroase cu vegetație casmofită, Pajiști stepice subpanonice, Grohotișuri medio-europene calcaroase, de la nivel colinar și montan, Pajiști panonice carstice (Stipo-Festucetalia pallentis), Tufărișuri subcontinentale peripanonice, Cursuri de apă de la nivel de câmpie la nivel montan, cu vegetație Ranunculion fluitantis și Callitricho-Batrachion, Fânețe montane, Păduri panonice cu Quercus pubescens, Păduri pe pante, grohotișuri și ravene de Tilio-Acerion, Păduri de fag Asperulo-Fagetum, Păduri de fag din Europa Centrală dezvoltate pe sol calcaros cu Cephalanthero-Fagion, Păduri aluvionare cu Alnus glutinosa și Fraxinus excelsior (Alno-Padion, Alnion incanae, Salicion albae), Peșteri inaccesibile publicului, Păduri panonice cu Quercus petraea și Carpinus betulus, Pajiști cu Molinia pe soluri calcaroase, turboase sau argilos-nămoloase (Molinion caeruleae), Pajiști uscate seminaturale și facies de acoperire cu tufișuri pe substraturi calcaroase (Festuco-Brometalia) (* situri importante pentru orhidee).
La baza desemnării sitului se află mai multe specii protejate:
- plante (6): Dianthus plumarius subsp. regis-stephani, Iris humilis subsp. arenaria, Mannia triandra, sisinei (Pulsatilla grandis), Serratula lycopifolia, Seseli leucospermum
- amfibieni (3): buhai de baltă cu burta roșie (Bombina bombina), izvoraș-cu-burta-galbenă (Bombina variegata), triton cu creastă dobrogean (Triturus dobrogicus)
- mamifere (8): liliac cârn (Barbastella barbastellus), vidră de râu (Lutra lutra), dihor de stepă (Mustela eversmanii), liliac cu urechi mari (Myotis bechsteinii), liliac cu urechi de șoarece (Myotis blythii), liliac cărămiziu (Myotis emarginatus), liliac comun (Myotis myotis), popândău (Spermophilus citellus)
- nevertebrate (17): croitorul mare al stejarului (Cerambyx cerdo), Coenagrion ornatum, Cucujus cinnaberinus, fluturele de noapte (Eriogaster catax), fluturele auriu (Euphydryas aurinia), Euplagia quadripunctaria, Hypodryas maturna, Isophya costata, Lignyoptera fumidaria, rădașcă (Lucanus cervus), fluturele purpuriu (Lycaena dispar), phengaris nausithous (Maculinea nausithous), Maculinea teleius, croitorul cenușiu al stejarului (Morimus funereus), Phyllometra culminaria, Rosalia alpina, Stenobothrus eurasius

Pe lângă speciile protejate, pe teritoriul sitului au mai fost identificate 5 specii de plante.